# سفارة الولايات المتحدة في اليابان
سفارة الولايات المتحدة في اليابان هي أرفع تمثيل دبلوماسي لدولة الولايات المتحدة لدى اليابان. تقع السفارة في ميناتو وهي تهدف لتعزيز المصالح الأمريكية في اليابان.

## وصلات خارجية
- الموقع الرسمي
- قائمة سفارات الولايات المتحدة
- قائمة السفارات في اليابان